# Verkalamp (Ockelbo socken, Gästrikland, 676755-152499)
Verkalamp är en sjö i Ockelbo kommun i Gästrikland och ingår i Testeboåns huvudavrinningsområde. Sjön har en area på 0,0734 kvadratkilometer och ligger 270 meter över havet. Sjön avvattnas av vattendraget Bocksbäcken.

## Delavrinningsområde
Verkalamp ingår i det delavrinningsområde (676189-153085) som SMHI kallar för Mynnar i Testeboån. Medelhöjden är 257 meter över havet och ytan är 31,96 kvadratkilometer. Det finns inga avrinningsområden uppströms utan avrinningsområdet är högsta punkten. Bocksbäcken som avvattnar avrinningsområdet har biflödesordning 2, vilket innebär att vattnet flödar genom totalt 2 vattendrag innan det når havet efter 69 kilometer. Avrinningsområdet består mestadels av skog (81 procent) och sankmarker (11 procent). Avrinningsområdet har 0,18 kvadratkilometer vattenytor vilket ger det en sjöprocent på 0,6 procent.